# Xã Colerain, Quận Ross, Ohio
Xã Colerain (tiếng Anh: Colerain Township) là một xã thuộc quận Ross, tiểu bang Ohio, Hoa Kỳ. Năm 2010, dân số của xã này là 2.148 người.